# Hoya de Buñol
Hoya de Buñol Spanyolországban, Valencia Valencia tartományában található comarca. Hoya de Buñol Camp de Túria, Canal de Navarrés, Horta Oest, Requena-Utiel, Ribera Alta, Los Serranos, El Valle de Cofrentes-Ayora és Horta Sud comarcákkal határos. Lakosainak száma 47 019 fő (2024).

## Önkormányzatai
- Alborache
- Buñol
- Dos Aguas
- Godelleta
- Yátova
- Macastre
- Siete Aguas
- Cheste
- Chiva